# Gerda Kafka

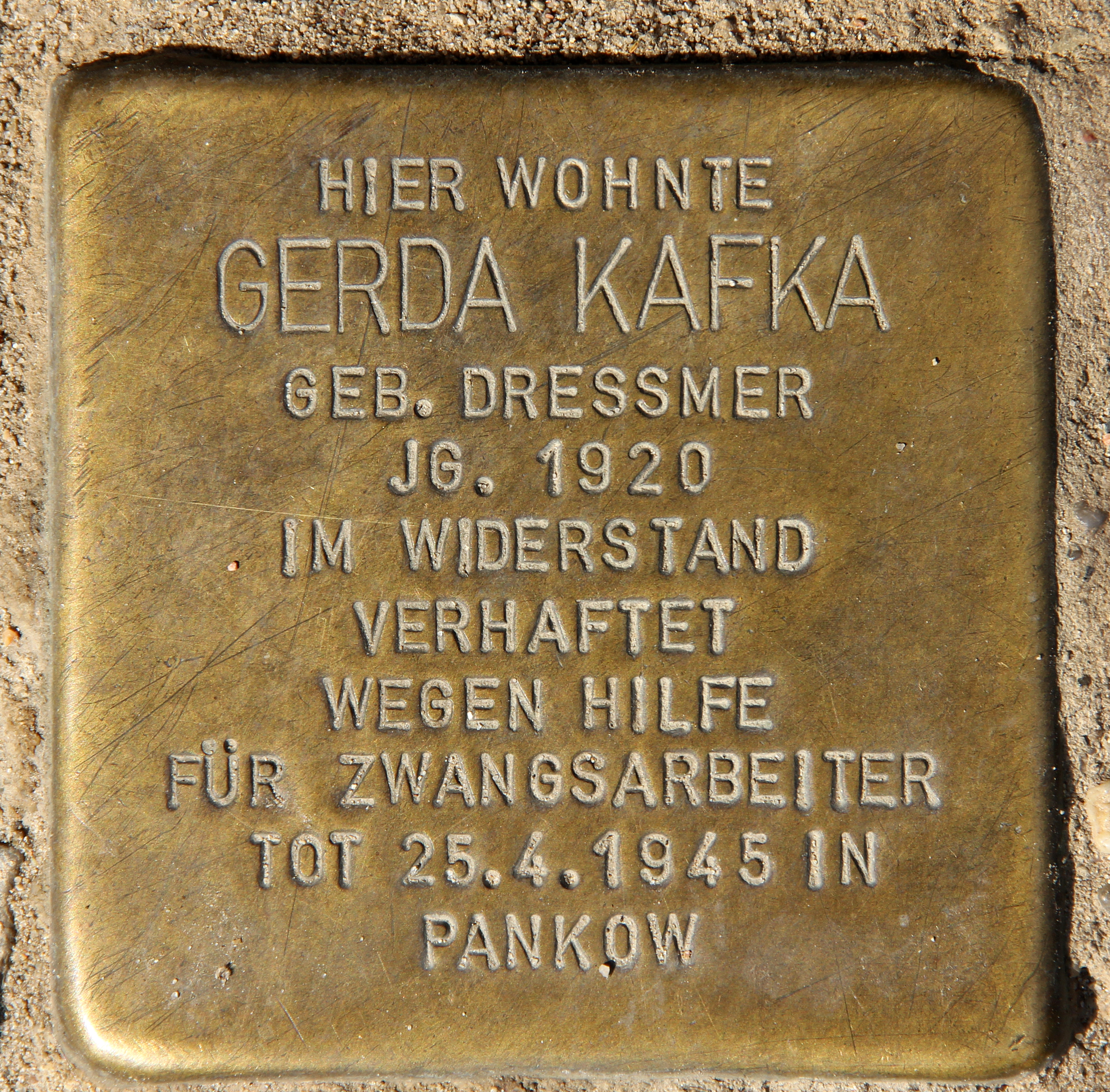
Stolperstein für Gerda Kafka, Bergener Straße 1, Berlin-Prenzlauer Berg

Gerda Kafka, geborene Dressmer, (* 9. April 1920 in Berlin; † 25. April 1945 in Berlin) war eine deutsche Arbeiterin, Kommunistin und Widerstandskämpferin gegen den Nationalsozialismus. Sie starb während der letzten Kriegstage in Berlin durch Beschuss einer SS-Einheit in Berlin-Pankow bei der Beschaffung von Lebensmitteln für Verfolgte.

## Leben
Gerda Kafka stammte aus einer Arbeiterfamilie, war Mitglied der KPD und arbeitete als Verkäuferin. Sie war mit Alfred Kafka verheiratet und hatte mit ihm zwei Kinder, einen Sohn und eine Tochter. Zuletzt lebte sie in Prenzlauer Berg in der Bergener Straße 1.
Nach Beginn des Zweiten Weltkriegs gehörte Gerda Kafka zur Widerstandsgruppe um Bernhard Karl, Gerda Sredzki und Gerhard Sredzki, ab 1943 war sie Mitglied der Saefkow-Jacob-Bästlein-Gruppe. Bis Ende April 1945 beschaffte sie in einem Quartierladen Lebensmittel für „Illegale“ und versah gemeinsam mit ihrem Mann Kurierdienste. Zudem stellte sie Verbindungen zu anderen Widerständigen her, überbrachte Informationen und Flugblätter. Sie verbarg die aus der Haft entflohenen Gerhard Pargementer und Josef Karb in ihrer Wohnung in Prenzlauer Berg.
Gerda Kafka starb vermutlich bei der Beschaffung von Lebensmitteln im Laden von Lore Barthelmann am 25. April 1945 durch SS-Beschuss in Pankow. Ihre Kinder wuchsen drei Jahre bei Lore Barthelmann auf, bis ihr Vater Alfred Kafka sie 1948 wieder zu sich nehmen konnte.

## Gedenken
Vor ihrem letzten Wohnhaus in Berlin-Prenzlauer Berg wurde 2009 ein Stolperstein verlegt.